# Jadwiga węgierska
Jadwiga węgierska – księżniczka węgierska, margrabina austriacka z dynastii Arpadów.
Była córką Almosa, króla Slawonii, i jego żony Przedsławy, córki wielkiego księcia kijowskiego Światopełka II Michała; siostrą Beli II Ślepego i Adelajdy. W 1132 roku poślubiła Adalberta II Pobożnego, margrabiego Austrii.